# 耶格氏突吻魚
耶格氏突吻魚（学名：Varicorhinus jaegeri）为輻鰭魚綱鯉形目鲤科的其中一種，分布於非洲沙那加河流域，體長可達18.8公分。

## 扩展阅读
維基物種上的相關：耶格氏突吻魚